# 2016年阿拉斯加地震
2016年阿拉斯加地震，又称2016年伊利亚姆纳湖地震，是一场发生于2016年1月24日10时30分30秒的地震。地震规模为Mw 7.1级，震中位于美国阿拉斯加州（北纬59.605度、西经153.340度），震源深度约129千米。本次地震是一次斜向断层事件。本次地震共造成1人受伤，所幸无人遇难。

## 构造背景
阿拉斯加州在美国最北部，东部与加拿大为邻，西隔白令海峡与俄罗斯相望。其位于美洲板块与太平洋板块的交界处，位于环太平洋火山地震带上，因此阿拉斯加州是美国最容易发生地震的州之一。阿拉斯加州几乎每年都会有一次7级规模的地震，每14年都有一次8级或以上级别的地震。

## 机构反应
美国地质勘探局测定，本次地震的规模为Mw 7.1级，震中位于美国阿拉斯加州（北纬59.605度、西经153.340度），震源深度约129千米，是一次斜向断层事件。太平洋海啸预警中心表示，此次地震震源较深，不会引发大规模海啸。
中国地震台网自动测定，本次地震的规模为Ms 7.7级，震中位于美国阿拉斯加州南部（北纬59.80度，西经153.61度），震源深度约102千米。随后发布更新值，正式测定本次地震规模为Ms 7.1级，震中位于美国阿拉斯加半岛（北纬59.71度，西经153.51度），震源深度约120千米。

## 影响
由于本次地震发生时为当地时间凌晨，且本次地震震感明显，阿拉斯加州不少还在睡梦中的居民被晃醒。震中距约280千米的阿拉斯加州最大城市安克雷奇也有震感，一些居住在安克雷奇市的市民感受到了30至45秒的持续震动。受到本次地震影响，阿拉斯加州安克雷奇部分地区出现断电状况。安克雷奇学区内建筑有不同程度的受损，阿拉斯加大学安克雷奇分校也受到了损害。